# Philippa Namutebi Kabali-Kagwa
Philippa Namutebi Kabali-Kagwa (née en 1964) est une écrivaine et poète ougandaise et coach de vie personnelle,. Elle a établi sa résidence au Cap, en Afrique du Sud. Elle a donné des discours lors des conférences TEDxTableMountain et à TEDxPrinceAlbert en 2012. Ses mémoires, Flame and Song, ont été publiés en 2016,. 

## Jeunesse et études
Philippa Namutebi est née à Kampala, en Ouganda, en 1964. Elle est la plus jeune fille du poète ougandais Christopher Henry Muwanga Barlow et de Fayce Lois Watsemwa Barlow (née Kutosi). Elle fréquente l'école primaire Nakasero, puis le lycée Gayaza. Sa famille quitte l'Ouganda pour vivre en Éthiopie après l'assassinat de l'archevêque Luwum. Elle rejoint ensuite le Kenya High School puis l'Université Makerere où elle étudie au département de musique, danse et théâtre. En 1984, elle a rejoint la Kenyatta University pour poursuivre des études en pédagogie. Elle obtient son diplôme en musique et littérature avec mention en 1987.

## Travaux publiés

### Mémoires
- Flame and Song : A memoir, Modjaji Books, 2016, 204 p. (ISBN 978-1-928215-21-9, lire en ligne)

### Littérature jeunesse
- Katiiti's song, Bookdash, 2016
- Mkhulu and Me, Cambridge University Press, 2009 (ISBN 978-0-521-74180-4)
- Kea Goes To School, Cambridge University Press, 2009, 8 p. (ISBN 978-0-521-74149-1)
- Tyres and Tubes, Cambridge University Press, 2009 (ISBN 978-0-521-74223-8)

### Nouvelles
- "How to tell your story" in Being a Woman in Cape Town : Telling Your Story, Woman Zone Cape Town, 2015, 111 p. (ISBN 978-0-9946627-6-7)

### Poésie
- "At the gates of Mulago I, II and II" and "Death of an Archbishop" in Africa Ablaze! poems and prose pieces of war and civil conflict selected, Africa Sun Press, 2013, 427 p. (ISBN 978-1-874915-19-5)
- "Velvet Skies" in Africa! My Africa! : an anthology of poems selected, Sun Press, 2012
- "Destiny" and "Serenade" in An anthology of East African Poetry, Longman, 1988, 136 p. (ISBN 978-0-582-89522-5)
- "To you my friend" in The Music of Poetry : Poems from Africa, the Caribbean and elsewhere, 1986